# Великий Кіяїк
Великий Кіяї́к (рос. Большой Кияк) — присілок в Зав'яловському районі Удмуртії, Росія.
Населення — 377 осіб (2010; 340 в 2002).
Національний склад станом на 2002 рік:
- росіяни — 70 %

Урбаноніми:
- вулиці — Миру, Нова, Радянська, Садова

## Відомі особистості
В поселенні народився Глухих Олександр Гаврилович (1932—2014) — український художник, викладач, член Спілки художників України